# Skoura Ahl El Oust
Skoura Ahl El Oust  (in arabo سكورة أهل الوسط‎?) è un centro abitato e comune rurale del Marocco situato nella provincia di Ouarzazate, regione di Drâa-Tafilalet. Conta una popolazione di 24 055 abitanti (censimento 2014).